# Hylomyscus baeri
Hylomyscus baeri is een knaagdier uit het geslacht Hylomyscus dat voorkomt in Ivoorkust, Ghana en Sierra Leone. Deze soort is niet nauw verwant aan andere soorten van het geslacht en wordt beschouwd als de enige soort van de H. baeri-groep. Deze soort is slechts van een klein gebied bekend en wordt bedreigd door ontbossing, zodat hij als "bedreigd" wordt geclassificeerd. De staart is wat langer dan het lichaam. De rugvacht is bruin, de buikvacht wit. De staart eindigt in een "penseel". De achtervoetlengte bedraagt gemiddeld 21,20 mm.